# Serba
Serba település Németországban, azon belül Türingiában. Lakosainak száma 689 fő (2023. december 31.). Serba Rauschwitz, Hainspitz, Bürgel, Waldeck és Weißenborn községekkel határos.

## Népesség
A település népességének változása:
| Lakosok száma | 703  | 696  | 701  | 699  | 689  |
|               | 2017 | 2019 | 2021 | 2022 | 2023 |